# Tropaeolum hirsutum
Tropaeolum hirsutum är en krasseväxtart som beskrevs av B. Sparre. Tropaeolum hirsutum ingår i släktet krassar, och familjen krasseväxter. Inga underarter finns listade i Catalogue of Life.